# Susanne Erlandsson
Susanne Erlandsson (* 1957) ist eine ehemalige schwedische Fußballspielerin und -trainerin und gehörte von 2009 bis 2021 als erste Frau dem Vorstand des schwedischen Fußballverbandes an.

## Spielerkarriere

### Vereine
Erlandsson begann im Alter von 13 Jahren für den in Halmstad ansässigen Idrottssällskapet Halmia mit dem Fußballspielen. Im Alter von 16 Jahren rückte sie in die erste Mannschaft unter Trainer Ants Pärna (seit 1971 verantwortlich) auf und kam bis zum Spielzeitende 1976 im Seniorinnenbereich zu Punktspielen. Ihr Trainer führte die Frauenfußballmannschaft 1979 in die Division 1, der unter diesem Namen seinerzeit höchsten Spielklasse im schwedischen Frauenfußball. In dieser Spielklasse war sie bereits ab der Spielzeit 1977 mit dem in Hallsberg in der Provinz Örebro ansässigen Hallsberg Idrottsföreningen Kamraterna vertreten, bevor eine Knieverletzung ihre Spielerkarriere beendete.

### Nationalmannschaft
Erlandsson bestritt als Nationalspielerin für den SvFF in sieben Jahren (außer 1974, 1975 und 1976) 13 Länderspiele, in denen sie drei Tore erzielte. Ihr Debüt erfolgte bei der Länderspielpremiere für den SvFF am 25. August 1973 in Mariehamn auf Fasta Åland, der Hauptinsel des Åland-Archipels vor 1.540 Zuschauern bei der Länderspielpremiere der Nationalmannschaft Finnlands mit Einwechslung für Kajsa Ketola in der 44. Minute. Ihr erstes Länderspieltor erzielte sie in ihrem zweiten Länderspiel am 8. Juli 1977 in Mariehamn im ersten Turnierspiel um die Nordische Meisterschaft beim 4:0-Sieg über die Nationalmannschaft Finnlands mit dem Treffer zum 3:0 in der 68. Minute. Auch im zweiten Turnierspiel tags darauf an selber Spielstätte beim 1:0-Sieg über die Nationalmannschaft Dänemarks wurde sie eingesetzt. Ihr zweites Länderspieltor war der 1:0-Siegtreffer in der fünften Minute im dritten Spiel bei ihrer zweiten Teilnahme am Turnier um die Nordische Meisterschaft gegen die Nationalmannschaft Dänemarks am 9. Juli 1978 in Vejle – gleichbedeutend mit dem Turniersieg. Ein weiteres und zugleich letztes Tor erzielte sie am 21. Oktober desselben Jahres beim 7:1-Sieg im Freundschaftsspiel gegen die Schweizer Nationalmannschaft in Gossau mit dem Treffer zum 1:0 in der sechsten Minute. Nach ihren letzten beiden Turnierspielen um die Nordische Meisterschaft (4:1 vs. Dänemark am 5. Juli 1979 in Fredrikstad, 1:1 vs. Finnland am 8. Juli 1979 in Oslo), folgten ihre letzten vier Länderspiele im Juli bei der Teilnahme ihrer Mannschaft an der Inoffiziellen Europameisterschaft in Italien (3:0 vs. Wales am 19., 1:1 vs. Niederlande am 23., 0:1 vs. Dänemark am 25. alle in Rimini) Im vierten und abschließenden Spiel um Platz 3, das am 27. Juli 1979 in Neapel ausgetragen wurde, bezwang sie mit ihrer Mannschaft die Nationalmannschaft Englands mit 4:3 – wenn auch erst im Elfmeterschießen.

### Erfolge
- Nordischer Meister 1977, 1978, 1979
- Dritter Inoffizielle Europameisterschaft 1979

## Trainer- und Vorstandskarriere
Im Jahr 1987 zum Idrottssällskapet Halmia zurückgekehrt, trainierte sie dort die Frauenfußballmannschaft, die sie im Ligasystem im Jahr 1990 auf Platz 3 führte.
Im Jahr 2009 wurde sie als erste Frau in den Vorstand des schwedischen Fußballverbandes gewählt, dem sie zwölf Jahre lang (mit der festgelegten maximalen Amtszeit) angehörte. Ihre kontinuierliche Arbeit als Führungspersönlichkeit wurde im November 2023 mit der Anbringung ihres Porträts im Örjans vall, dem Fußballstadion von Halmstads BK und IS Halmia, gewürdigt.